# 勒維爾 (馬里蘭州)
勒維爾（英文：La Vale）是美國馬里蘭州阿利根尼縣的一個普查規定居民點，屬於坎伯蘭／馬里蘭－西維吉尼亞大都會統計區。據2010年統計，人口為3,551人。

## 地理
勒維爾位於39°39′17″N 78°48′46″W / 39.654737°N 78.812691°W,，在黑斯特克山山腳下。東臨坎伯蘭，以及坎伯蘭地峽。西邊是弗羅斯特堡。
根據美國人口調查局統計，勒維爾面積為2.7平方英里（6.9平方），全為陸地，無水域。
勒維爾位在舊的國家大道上，也是商業中心，有許多商店聚集，坎伯蘭都會區唯一的室內購物中心（Country Club Mall）也位於勒維爾。
勒維爾收費站於1971年列於美國國家史蹟名錄。

## 外部連結
- Country Club Mall （页面存档备份，存于）